# Paris (Paris Hilton)
Paris is het debuutalbum van Paris Hilton. Het album kwam uit onder haar eigen label Heiress Records in samenwerking met Warner Bros. Records. Het album kwam uit op 22 augustus 2006, maar was eerder al gelekt op het internet. Het album is een mix van pop-, hiphop-, dance-, reggae- en rockelementen. Wereldwijd werden 2,3 miljoen albums verkocht.

## Tracklist
1. "Turn It Up"
2. "Fightin' Over Me"
3. "Stars Are Blind"
4. "I Want You"
5. "Jealousy"
6. "Heartbeat"
7. "Nothing In This World"
8. "Screwed"
9. "Not Leaving Without You"
10. "Turn You On"
11. "Do Ya Think I'm Sexy"